# Nikola Demonja
Nikola Demonja (Vlahović, kraj Gline, 6. prosinca 1919. – Požega, 6. rujna 1944.) bio je sudionik Narodnooslobodilačke borbe i narodni heroj Jugoslavije.

## Životopis
Rođen je 6. prosinca 1919. godine u selu Vlahović kraj Gline. Potječe iz seljačke obitelji. Osnovnu školu završio je u svom selu, a poslije toga je izučio za stolara.
Travanjski rat i okupacija Kraljevine Jugoslavije 1941., zatekli su ga na odsluženju vojnog roka. Nikola se već u travnju 1941. godine vratio u svoje selo, gdje se povezao s komunistima i radio na organiziranju oružanog ustanka. Od 23. srpnja 1941. godine, bio je u sastavu prve ustaničke skupine na Banovini, zajedno s Vasiljom Gaćešom. Tog dana u napadu na Banski Grabovac, Demonja je zarobio općinskog bilježnika i svojoj skupini šest pušaka.
Sudjelovao je i u ostalim akcijama i diverzijama partizana u Baniji. Godine 1941., postao je član Komunističke partije Jugoslavije. Ubrzo je postao vodnik prvog voda u Banijskom partizanskom odredu, a u ožujku 1942. zapovjednik Banijske proleterske čete.
U jesen 1941. godine, ustaške postrojbe krenule su na goru Šamaricu kako bi uništile partizansku bazu Vasilja Gaćeše. Tada su, Nikola i njegova ophodnja bombama uništili skupinu ustaša i donijeli na Šamaricu tri puške.
U svibnju 1942., Nikola Demonja, po odluci Glavnog štaba Hrvatske, otišao je s proleterskom četom u Slavoniju, kako bi pomogli tamošnjim partizanima u borbi. Demonja je u Slavoniji bio zapovjednik bataljuna, zamjenik zapovjednika i zapovjednik Sedamneste slavonske udarne brigade, te zapovjednik Dvanaeste udarne slavonske divizije. Sudjelovao je u borbama kod Voćina 1943., kod Čaglina u oslobođenju Čazme, te u borbama kod Podgorača i Grubišnog Polja.
Poginuo je kao zapovjednik Dvanaeste slavonske divizije u jurišu kod Požege, 6. rujna 1944. godine.

## Odlikovanja
Još za života, rujna 1944. godine, odlukom Predsjedništva AVNOJ-a, bio je odlikovan Ordenom partizanske zvijezde drugog reda, a za narodnog heroja, postumno je proglašen 19. lipnja 1945. godine.

## Vanjske poveznice
- Završena obnova spomen-grobnice Nikole Demonje (30. IX 2011.)[neaktivna poveznica], pristupljeno 9. kolovoza 2012.
- Striježevica: Antifašisti obnovili bistu Nikole Demonje (29. V 2012.), pristupljeno 9. kolovoza 2012.
- Antifašisti čuvaju sjećanje na narodnog heroja Nikolu Demonju (12. IX 2013.)  Arhivirana inačica izvorne stranice od 16. rujna 2013. (Wayback Machine), pristupljeno 24. rujna 2013.